# Timm Kröger
Timm Kröger (nascut el 17 de novembre de 1985) és un director de cinema, guionista, director de fotografia, productor i editor de cinema alemany.

## Vida i carrera
Nascut a Itzehoe, Kröger va estudiar a l'European Film College a Ebeltoft, Dinamarca i a l'Acadèmia de Cinema de Baden-Württemberg a Ludwigsburg. Després de dirigir alguns curtmetratges i documentals, va debutar el 2014 amb Zerrumpelt Herz, que es va estrenar a la 71a Mostra Internacional de Cinema de Venècia a la barra lateral de la Setmana Internacional de la Crítica. Per aquesta pel·lícula va ser premiat com a millor director al Festival Internacional de Cinema de Belgrad de 2015. El seu segon llargmetratge, Die Theorie von Allem va entrar en la competició oficial a la 80a Mostra Internacional de Cinema de Venècia.
ATambé actiu com a director de fotografia i editor de cinema per a altres directors, el 2022 Kröger va rebre el Preis der deutschen Filmkritik a la millor fotografia per The Trouble with Being Born.

## Filmografia selecta
Director i guionista
- Zerrumpelt Herz (2014)
- Die Theorie von Allem (2023)

Director de fotografia
- 16 × Deutschland (2013)
- The Trouble with Being Born (2020)